# 田山輝明
田山 輝明（たやま てるあき、1944年 - ）は、日本の法学者。専門は、民法・土地法。学位は、法学博士（早稲田大学・論文博士・1990年）。早稲田大学名誉教授。一般社団法人比較後見法制研究所理事長。元早稲田大学副総長。元青年法律家協会議長（1979年 - 1981年）。模範六法編集委員。群馬県生まれ。指導教授は高島平蔵。門下生に田處博之、志村武、黒田美亜紀、大場浩之、藤巻梓、青木仁美らがいる。 1964年に、弱冠20歳で司法試験に最年少合格を果たした。

## 略歴
- 1964年　司法試験第二次試験合格
- 1966年　早稲田大学第一法学部卒業
- 1971年　早稲田大学大学院法学研究科博士課程修了
- 1971年　早稲田大学法学部専任講師
- 1973年　早稲田大学法学部助教授
- 1978年　早稲田大学法学部教授
- 2004年　早稲田大学大学院法務研究科教授
- 2014年　早稲田大学名誉教授[4]

- 早稲田大学では、幹部として法学部長、評議員、早稲田大学常任理事（人事・労務、法務）、早稲田大学副総長を歴任した。
- 社会的活動として、模範六法（三省堂）の編集委員も務めている。また、青年法律家協会の議長を1979年から1981年にかけて務めた。

## 受賞・受章
- ドイツ連邦共和国功労勲章功労十字小綬章（1995年）
- 瑞宝中綬章（2023年4月）[5][6]

## 研究テーマ
- 民法
- 土地法
- 成年後見制度
- 農地整備法制

## 在外研究等
- ゲッティンゲン大学農業法研究所客員研究員

## 主要著書
- 『西ドイツ農地整備法制の研究』（成文堂、1988年）ISBN 4792321107
- 『口述 契約・事務管理・不当利得』（成文堂、1989年）ISBN 4792321247
- 『現代土地住宅法の基本問題』（成文堂、1990年）ISBN 4792321662
- 『ドイツの土地住宅法制』（成文堂、1992年）ISBN 4792321905
- 『成年後見法制の研究（上・下・続）』（成文堂、2000年 - 2002年）上下巻:ISBN 4792323681、続巻:ISBN 4792324041。
- 『民法要義1民法総則［第4版補訂版］』（成文堂、2023年）ISBN 978-4-7923-2794-1
- 『民法要義3担保物権法［第2版］』（成文堂、2004年）ISBN 4-7923-2456-4
- 『民法要義4債権総論［第2版］』（成文堂、2008年）ISBN 4-7923-2543-9
- 『民法要義5債権各論上［新版］』（成文堂、2006年）ISBN 4-7923-2493-9
- 『民法要義6債権各論下［新版］』（成文堂、2006年）ISBN 4-7923-2495-5
- 『物権法［第3版］』（弘文堂、2008年）ISBN 4-3353-1358-6
- 『通説物権・担保物権法［第3版］』（三省堂、2005年）ISBN 4385322481
- 『事例で学ぶ家族法［第4版］』（法学書院、2016年）ISBN 978-4587036737

## 所属学会
- 日本私法学会
- 日本法社会学会
- 家族〈社会と法〉学会
- 日本農業法学会
- 日本都市計画学会
- 農村計画学会
- 日本土地法学会
- 日本不動産学会
- 日独法学会